# Casa Senyorial de Zaļā
La Casa Senyorial de Zaļā (en letó:  Zaļā muiža) va ser una casa senyorial a la històrica regió de Curlàndia, al Municipi de Kuldīga a l'oest de Letònia. Construït 2l 1775, allotja l'escola de primària Vilgāle.